# 矢嶋楫子
矢島 楫子（やじま かじこ、1833年6月11日〈天保4年4月24日〉 - 1925年〈大正14年〉6月16日）は、日本の女子教育者、社会事業家。

## 経歴

### 生い立ち
肥後国上益城郡津森村杉堂（現・熊本県上益城郡益城町杉堂）の惣庄屋矢島忠左衛門直明・母鶴の1男7女の6女（末子）に生まれ、かつと命名された。極端な男性社会にあって度重なる女児の誕生は歓迎されず、名付け親は10歳違いの姉である三女・順子であった。順子（竹崎順子）は、横井小楠の高弟である竹崎茶堂と結婚し、熊本女学校校長となった教育者である。また、順子のすぐ下の姉・久子（徳富久子）も同じく横井小楠の高弟である徳富一敬と結婚し、湯浅初子・徳富蘇峰・徳冨蘆花の兄弟を生んでいる。蘇峰は明治、大正、昭和にかけての大論客、蘆花は明治、大正の文豪である。また、かつのすぐ上の姉つせ子（横井つせ子）は横井小楠の後妻となった。この姉妹4人は「肥後の猛婦」、「四賢婦人」と呼ばれている。
かつは学校などない当時、一通りの教育を母から厳しく身につけさせられるが、もとより勝気で秘めたる情熱の持ち主だったかつは、やがて母亡きあとは母に替わって兄・直方のために尽くす。その兄も妹のために良縁を求め、かつ25歳の時、初婚にはもはや遅いとして既に2男1女を儲けていた富豪林七郎（1828年生） を家柄・人物ともに相応と認め、後妻として嫁がせる。林は武家出身で、横井小楠の弟子であった。後年楫子自身の口からも「この人は気品の高い、竹を割ったような人でした」と語らせるが、家族への乱暴など夫の酒乱の悪癖にかつは極度の疲労と衰弱で半盲状態に陥り、かつ自身も三人の子まで儲けながら、このうえは身の破滅と思い、末子達子を連れ家出する。迎えに来た使いの者に見事に結い上げていた黒髪を根元からプッツリ切って紙に包み、無言の離縁を言い渡したのである。明治元年（1868年）、これを転機に新しい一歩を踏み出す「新生元年」ともなった。

### 上京
妹たちの間を転々とする間、兄・直方が病に倒れ、達子を置いて上京を決意する。長崎発東京行き蒸気船に乗り込み、船上にて自ら「楫子」と改名する。兄は大参事（副知事）兼務の左院議員で、神田の800坪の屋敷に書生、手伝いらはもとより千円という借金を抱えていた。楫子はその放漫財政を正し、3年で借金を片付けると、生来の向学心から教員伝習所に通うこととなる。明治6年学制が施行され全国に小学校が設置、訓導試験に合格した楫子は芝の桜川小学校（現・港区立御成門小学校）に採用される。当時教員初任給3円のところ、楫子は5円という破格の待遇であった。
このころ長姉・藤島もと子が息子二人と、直方の妻・糸子も子供をつれて上京、兄宅は一気に賑やかになった。しかしそうした喧騒の中、楫子は妻子持ちの書生との間に女児を宿す。堕胎や父親に渡すべきだと諭す姉の言を受け入れず、楫子は妙子(鵜飼猛の妻、湯浅清子の母)と名付け、練馬の農家に預けて独り下宿生活に戻る。そんな折届いた兄からの手紙で、熊本に残してきた長子・治定がキリスト教徒になったのを知り愕然とする。熊本洋学校生徒35名による花岡山キリスト教奉教同盟事件である。治定だけでなく甥の横井時雄、徳富蘇峰、徳冨蘆花も参加している。やがて熊本洋学校は廃校になり、彼らの一部は、新島襄の同志社に入学し、熊本バンドと呼ばれることとなるが、この熊本バンドは札幌バンド、横浜バンドと並び日本におけるキリスト教の三大源流と言われている。教え子の居宅で父親の酒害を目撃し、寂しさでタバコを覚えた楫子だったが、悩める楫子にとってもキリスト教はわが子の信じる宗教であり、遠い異国の宗教ではなくなった。

### 教育者として

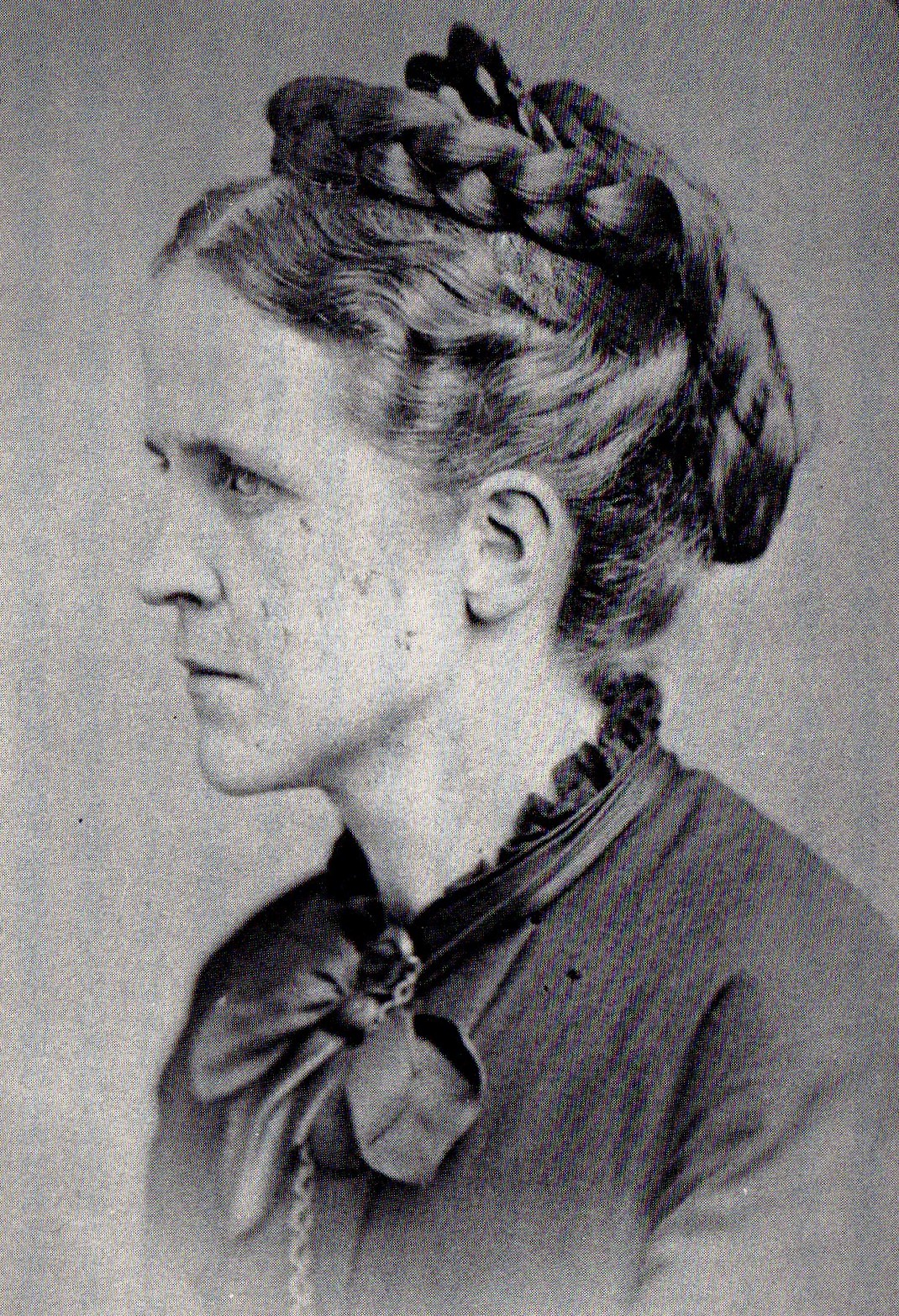
楫子が大きな影響を受けたメアリー・トゥルー宣教師

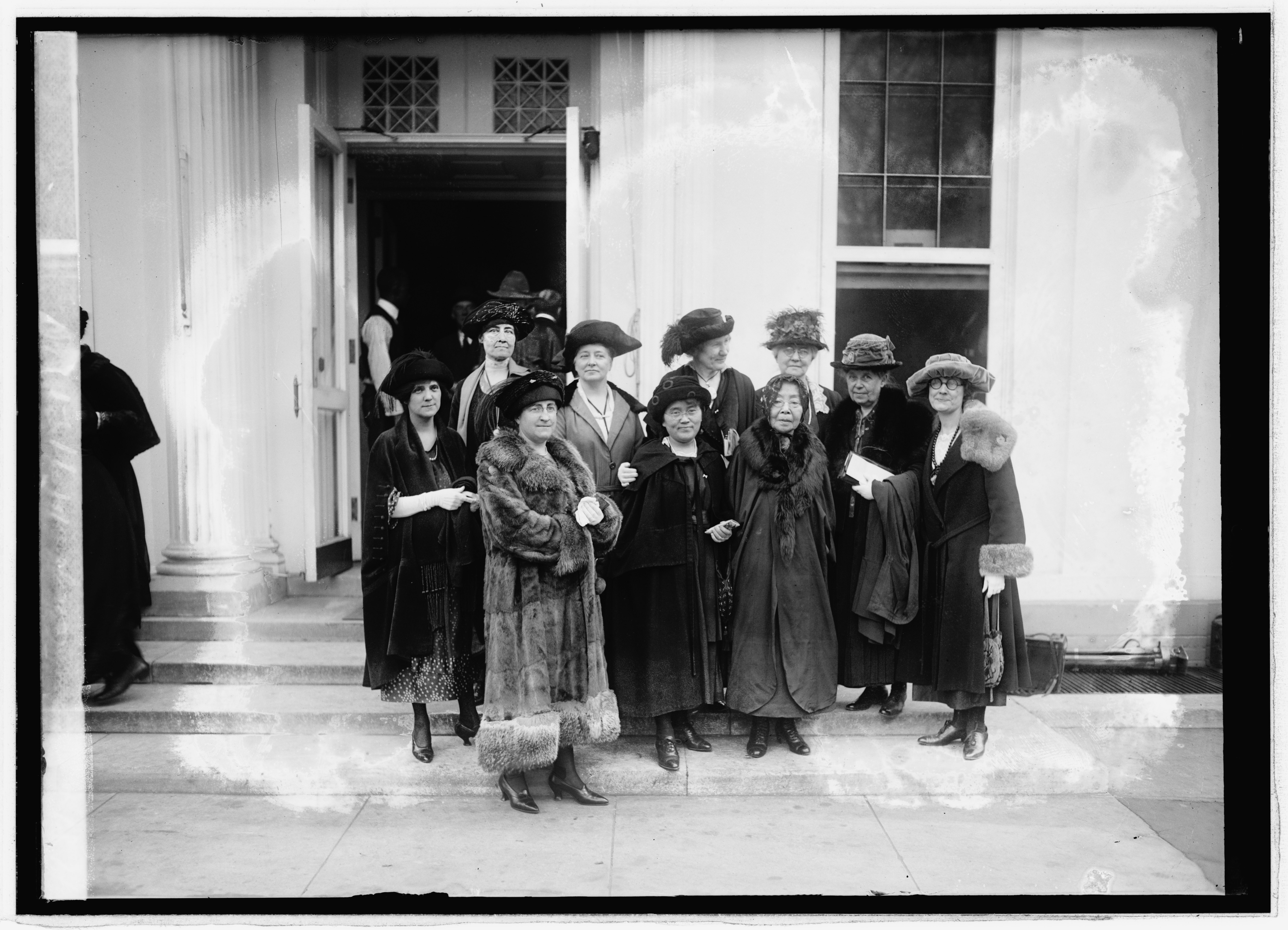
矢島楫子ら（1921年11月7日）

明治11年（1878年）、楫子は後半生に多大な影響を受ける米国の宣教師で教育者のマリア・ツルー夫人と運命的に出会う。明治7年（1874年）にB六番女学校として設立された築地居留地にある新栄女学校の教師に請われ、住み慣れた下宿を引き払い、同女学校寄宿舎舎監室に移る。
自ら吸いかけのタバコによるぼや騒ぎを起こして禁煙を決意、翌12年（1879年）築地新栄教会でディビッド・タムソンから洗礼を受ける。ほぼ同時期に、三人の姉である徳富久子、横井つせ子、竹崎順子も洗礼を受けている。当時17歳のキリスト教徒であった甥の徳富蘇峰は、純粋がゆえに楫子の洗礼に際して、「過去の過ち（1.幼いわが子を置いて家を出たこと 2.妻子ある人の子を産んだこと）」を告白すべきでないかとの手紙を送っている。しかし、楫子は幼い妙子のことを考え、死ぬまで「過去の過ち」を公表することはなかった。
明治14年（1881年）夏、櫻井女学校の校主（現在の校長と理事長を兼ねた職）代理に就任。楫子は校則を作らず、「あなたがたは聖書を持っています。だから自分で自分を治めなさい」と生徒たちを諭したという。
明治23年（1890年）、櫻井女学校と新栄女学校は合併して女子学院となり、初代院長に推される。
明治29年（1896年）、恩師のツルー夫人が55歳で客死。楫子64歳であった。

### 婦人矯風運動
一方、恵まれなかった結婚生活や小学校教師時代に抱いた心の疑問から、楫子は婦人矯風運動（禁酒運動）に率先して参加するようになる。明治19年（1886年）米国の禁酒運動家メアリー・レビット夫人来日を期に、東京キリスト教婦人矯風会を組織、初代会長に就く。翌年には「一夫一婦制の建白」、「海外醜業婦取締に関する建白」を政府に提出、国会開設と共に二大請願運動として継続する。明治26年（1893年）楫子60歳のとき矯風会の全国組織を結成、日本キリスト教婦人矯風会会頭となった。姉の徳富久子は妹楫子の始めた矯風会の活動に積極的に参加し、これを支えている。また久子の孫であり、蘇峰・蘆花の姪の久布白落実は楫子の遺志を継ぎ矯風会活動に生涯を尽くすこととなる。

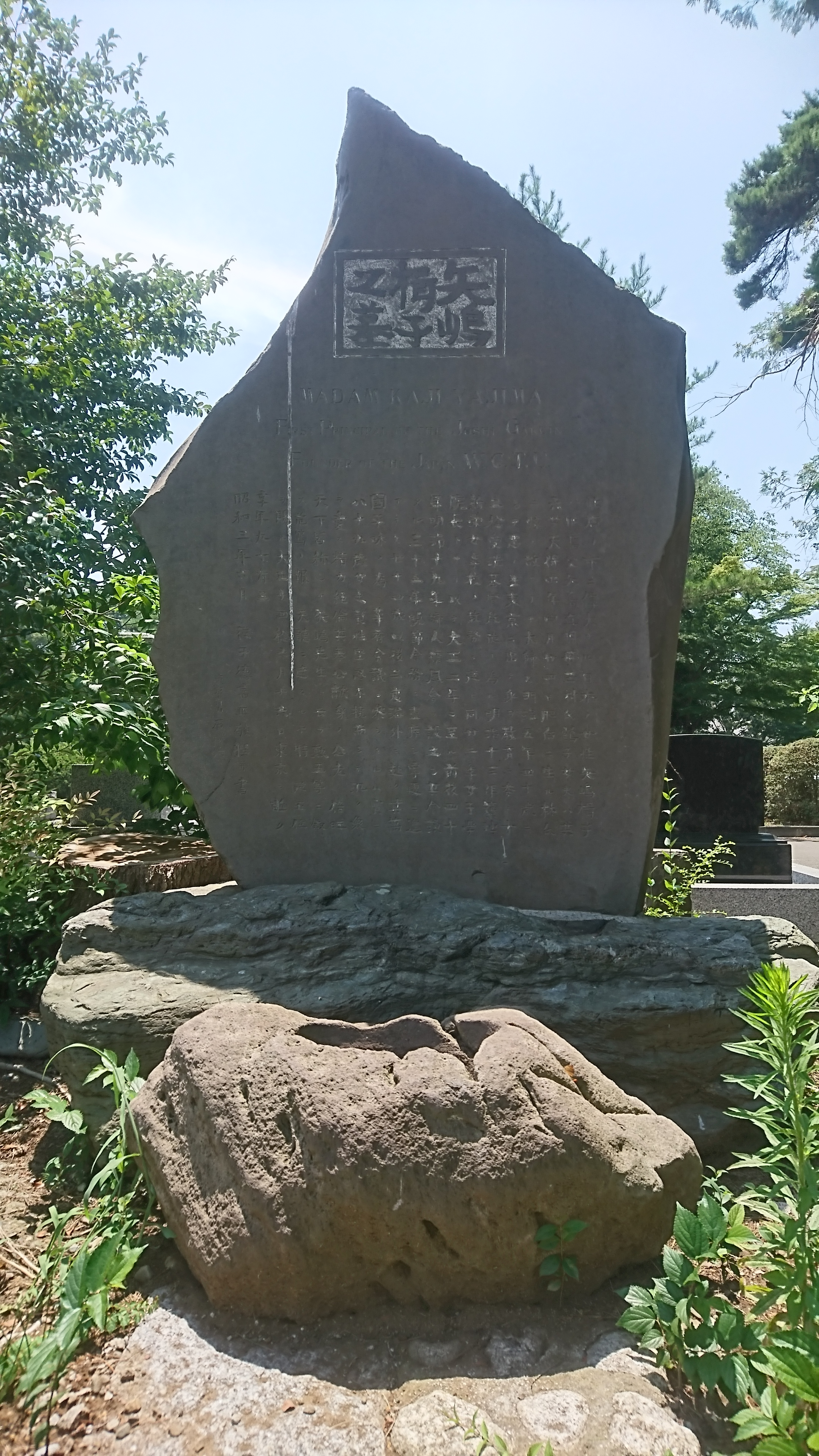
多磨霊園にある矢嶋楫子の墓

矯風事業に尽くす楫子の情熱は日本に止まらず日本国外にも向かい、明治39年（1906年）、74歳にして渡米、万国矯風会第7回大会に出席、ルーズベルト大統領と会見。激務のため白内障を患う。大正9年（1920年）には欧米の旅に出掛け、翌10年（1921年）には満州に、同年から11年（1922年）にかけては三度渡米、このとき楫子89歳であった。教職は大正3年（1914年）、女子学院院長を後裔に譲り、齢81で名誉院長として退いた。その後は禁酒運動、公娼制度廃止運動等に尽力するも、大正もその幕切れを迎えんとする大正14年（1925年）6月半ば、楫子は眠るように大往生を遂げた。明治、大正といういまだ婦人が一個の人間として尊重されることのなかった時代に、楫子は婦人福祉のためにその一生を捧げたのであった。

## 栄典
- 1915年（大正4年）11月10日  - 勲五等宝冠章[2]

## 逸話
光線と空の月謝袋
女子学院の生徒たちは、楫子にジロッと見られるとまるで光線に当てられたようだとして、楫子に「光線」とあだ名した。
6時半が朝食で、必ず当番の教師と一緒で生徒たちは遅刻は出来なかった。楫子は食事が終わると台所へ向かい、生徒たちと一緒に布巾で茶碗を拭き、香の物皿を検査した。残った香は楫子が水で洗い自分の部屋に持っていったのだ。そのうちどの生徒も漬物を残さぬようになった。しかし、楫子は厳しいばかりでなかった。家の都合で学費が出せなくなった生徒が学校を続けたいと望んでいるのを知ったとき、楫子はお金が入っていなくてもいいから毎月月謝袋を持ってくるように、家には送れるようになったら送ってほしいと伝えなさいと指示し、それ以降毎月空の月謝袋に捺印してその生徒の学業を続けさせたという。
地久節と日本魂
楫子は国が何も決めていないうちから皇后誕生日を「地久節」として祝日にした。ミッションスクールでこうした英断は女子学院だけであった。また楫子は自分の聖書の授業も和漢の知識を自在に用いた独自のものを行い、禅僧を招いて国語や漢文の教師とするなど、日本魂を忘れぬよう工夫したという。
天国との距離
大正11年（1922年）、ワシントンで開催された軍縮会議に東洋の平和を祈る婦人の心を伝えようと楫子は3度目の渡米を決意する。89歳の高齢だけにさすがに周囲の人々も楫子の米国行きを制止しようとしたが、「天国は日本からでも、米国からでも距離は同じでしょう。私は英語は分からぬが、神様は日本語の祈りを聞いて下さる」との楫子の言葉に引下らざるを得なかったという。
弱気が故の矯風事業
楫子の親戚で徳富蘇峰、蘆花の姪に当たる久布白落実は、楫子没後2年目に楫子の告白・懺悔の文を公表した。それには若い頃書生との間で妙子を宿した過ち、その妙子が母同様の不行跡をなしたことを告白。「婦人矯風会は強きが故に設立したのではなく、弱きが故に、実に弱気が故に人間の行路を少しでも誘惑を減じ、人世を歩み安くするために建てたものです」と懺悔する姿勢で綴られていた。
アメリカでの大歓迎
1920年に渡米した際には全米の話題となり、ホワイトハウスに招かれ、大統領から「世界で一番チャーミングなお婆さん」と言われた。宿泊したアトランティックシティのホテル・デニスに掲げられた日の丸を見て、「誰か日本の偉い人がこのホテルに泊っているに違いないから挨拶しなくては」と思った矢嶋がホテルのマネージャーに尋ねると、「世界の平和のために、九十歳のお老人のあなたが海を越えてはるばるアメリカに来られ、私どものホテルに泊って下さったのは無上の光栄です。敬意を表して日の丸の旗をあげました」と答えられたという。汽車で移動すれば停車場は到るところで大歓迎を受け、ウィスコンシン州では、真夜中に急行列車が不意に停ったので事故でも起きたのかと思ったら、矢嶋を歓迎する人々が何千人と集って急行列車を停めてしまった。こうした歓迎の握手攻めのせいで右手が神経痛になり、亡くなるまで治らなかった。

## 肥後の猛婦
一本気で不器用な熊本男児の気質を表す「肥後もっこす」。熱く頑固なこの気質は女性にも共通し、「肥後の猛婦」という言葉もある。大宅壮一は戦後、熊本県を「天皇引き取り県」といい、また「肥後猛婦」という言葉も作りだした。幕末、維新に活躍した熊本藩儒学者横井小楠の親族や弟子に縁のある女性たちが多く、楫子をはじめ男女同権や社会運動を目指した。
- 竹崎順子（1825-1905）矢島家3女で、熊本女学校（現・熊本フェイス学院高等学校）を創立した女子教育の先覚者。
- 徳富久子（1829-1919）同家4女で、徳富家に嫁し蘇峰、蘆花の母。楫子の矯風事業を援助した。
- 横井つせ子（1831-1894）同家5女で小楠の妻となるが実際は「妾」同然。夫を「殿」、わが子を「さん」付けし、子供からは「お乳」と呼ばれた。
- 湯浅初子（1860-1935）蘇峰、蘆花の姉。日本で最初の男女共学を受けた。禁酒・廃娼運動家。
- 海老名みや子（1862-1935）小楠の長女。同志社設立に奔走。
- 徳富愛子（1874-1947）蘆花夫人。夫と作家活動、「蘆花全集」を出版。
- 久布白落実（1882-1972）蘇峰らの姪。廃娼、婦人参政権運動に尽力。

郷里熊本には彼女らの足跡を巡る「肥後の猛婦」市電コースがある。

## 関連作品
- テレビドラマ「四賢婦人 矢嶋楫子とその姉たち 〜女性の扉を開けた信念の人〜」（2009年11月1日、テレビ熊本「郷土の偉人シリーズ」、演：有森也実）[4]
- 映画「われ弱ければー矢嶋楫子伝」（2022年2月11日公開。原作：三浦綾子、製作・配給：現代ぷろだくしょん、演：常盤貴子）